# Eastern Charlotte
Eastern Charlotte est une communauté rurale du Nouveau-Brunswick, situé dans le territoire de la commission de services régionaux du Sud-Ouest. La municipalité a été constituée le 1er janvier 2023, par la fusion de la ville de Saint-George et du village de Blacks Harbour, ainsi que l'annexion des districts de services locaux (DSL) de Beaver Harbour et de Fundy Bay, en plus de l'annexion de parties des DSL de la paroisse de Pennfield, de la paroisse de Saint-George et de la paroisse de Saint-Patrick.